# Wild Dances (album)
Wild Dances è un album in studio della cantante ucraina Ruslana, pubblicato il 6 luglio 2004. La title track è la canzone vincitrice dell'Eurovision Song Contest 2004.

## Tracce
1. Wild Dances - 3:00
2. Dance with the Wolves - 3:57
3. Accordion Intro - 1:00
4. The Same Star - 4:19
5. Play, Musician - 3:53
6. Like a Hurricane - 2:36
7. The Tango We Used to Dance - 3:45
8. Wild Dances [Harems' club mix] - 3:16
9. Wild Dance [part II] - 3:59
10. Wild Passion - 4:00
11. Arkan - 3:40
12. Kolomyjka - 4:02
13. Hutsul Girl - 3:55
14. Play, Musician [deep mix] - 4:00
15. Wild Dances [Harem's percussion mix] - 2:52

## Classifiche
| Classifica (2004) | Posizione massima |
| ----------------- | ----------------- |
| Belgio (Fiandre)  | 59                |
| Repubblica Ceca   | 9                 |